# 아비코초역
아비코초역(일본어: 我孫子町駅)은 일본 오사카부 오사카시 스미요시구 아비코산초메에 있는 서일본 여객철도 한와 선의 역이다.

## 역 구조
상대식 승강장으로 2면 2선의 고가역이다. 개찰구는 1개소 뿐이다. 이코카 및 제휴 교통카드의 사용이 가능하며 서일본 여객철도의 특정도구시내 제도에 의한 오사카 시내에 속한다.

### 승강장
| 1 | ■ 한와 선 | 오토리 · 간사이 공항 · 와카야마 방면 |
| 2 | ■ 한와 선 | 덴노지 · 오사카 방면                 |

## 역사
- 1930년 1월 1일: 개업하였다.
- 1940년 12월 1일: 회사 간 인수 합병에 따라 난카이 전기 철도 야마테 선의 소속이 되었다.
- 1944년 5월 1일: 국유화에 따라 일본국유철도의 소속이 됨과 동시에 역으로 승격하였다.
- 1987년 4월 1일: 민영화에 따라 서일본 여객철도의 소속이 되었다.
- 2003년 11월 1일: 이코카의 사용이 개시되었다.
- 2006년 5월 21일: 고가화가 완료되었다.

## 인접정차역
| 서일본 여객철도 한와 선 | 서일본 여객철도 한와 선 | 서일본 여객철도 한와 선  |
| ----------------------- | ----------------------- | ------------------------ |
| 나가이 덴노지 방면      | ■ 한와 선 보통          | 스기모토초 와카야마 방면 |